# Виноградский, Евгений Михайлович
Евге́ний Миха́йлович Виногра́дский (11 октября 1946, пос. Староуткинск, Шалинский район, Свердловская область, РСФСР, СССР) — советский и российский альпинист, мастер спорта СССР, мастер спорта СССР международного класса, заслуженный мастер спорта СССР (1989), семикратный чемпион СССР, четырёхкратный чемпион России, обладатель титула «Снежный барс» (за восхождения на все вершины СССР высотой более 7000 метров). Организатор и участник многочисленных гималайских экспедиций — двадцать раз поднимался на вершины высотой более 8000 метров (из них пять раз на Эверест), покорил 7 из 14 восьмитысячников, номинант премии «Золотой ледоруб». Врач-терапевт высшей категории. Почётный гражданин Свердловской области и Екатеринбурга.

## Биография
Родился 11 октября 1946 года в посёлке Староуткинск Свердловской области СССР.
В 1963 году окончил среднюю школу, в которой занимался боксом, тяжёлой атлетикой, стрельбой, гимнастикой. В том же году поступил в Свердловский медицинский институт, после окончания которого работал по распределению Главным санитарным врачом Кигинского района Башкирской АССР.
С 1970 по 1973 годы работал в Верх-Исетской санэпидстанции, а с 1973 по 1995 в городской больнице Екатеринбурга № 18. С 1995 года работает спортивным врачом в детской спортивной школе олимпийского резерва. Врач-терапевт высшей категории.
Альпинизмом увлёкся в студенческие годы. Начал заниматься в альпинистской секции института под руководством Ю. С. Поткина. В 1964 году на Кавказе совершил своё первое восхождение.
В 1974 году за уникальный 25-километровый траверс п. Калинина — п. Ворошилова — п. Коммунизма впервые стал чемпионом СССР и был удостоен звания мастера спорта. В последующие годы за целый ряд сложнейших восхождений (1979 — Замин-Карор, 1980 — Гуамыш, 1981 — Ерыдаг (Дагестан), 1982 — п. Энгельса, 1983 — п. Блока, 1985 — пик Свободной Кореи) ещё шесть раз становился чемпионом Союза. В 1982 году ему было присвоено звание мастера спорта СССР международного класса.
В 1989 году вошёл в состав участников Второй советской гималайской экспедиции под руководством Эдуарда Мысловского, в ходе которой впервые был осуществлён траверс всех четырёх вершин массива Канченджанги (Главной (8586), Западной (8505), Центральной (8482) и Южной (8494)). За это достижение 9 января 1990 г. был награждён Орденом Дружбы народов, а также ему было присвоено звание «Заслуженный мастер спорта СССР».
В 1991 году в составе Российской гималайской экспедиции совершил восхождение на вершину Чо-Ойю по новому маршруту.
В 1992 году первый раз ступил на вершину Эвереста, сопровождая в составе тольяттинской экспедиции известного путешественника Фёдора Конюхова (всего за свою альпинистскую карьеру Е. Виноградский поднимался на Эверест 5 раз — в 1995, 1997, 1998 и 2004 году).
23 мая 2001 года в составе российской команды альпинистов совершил восхождение на последний непокорённый восьмитысячник Гималаев — вершину Лхоцзе Среднюю (8413 м). За это достижение команда была номинирована на получение самой престижной в мировом альпинизме премии «Золотой ледоруб».
В 2003 и 2008 годах принял участие в комплексных научно-спортивных экспедициях «Антарктида-Россия-2003» и «Антарктида-Россия-2008», целью которых являлось освоение горных районов, присвоение российских названий горным вершинам и повышение престижа России на международной арене. Как врач и спортсмен Виноградский провёл научные исследования в области медицины и психологии.
В 2007 году российским спортсменам с его участием покорилась самая сложная — Западная стена пика К2 — второй по высоте вершины мира (8611 м). Восхождение было осуществлено без использования искусственного кислорода.
В 2014 году была опубликована книга И. Туруевой, посвящённая Евгению Виноградскому, «Свет Эвереста».

## Семья
Жена Елена Константиновна — врач. Дочь Ольга — врач-стоматолог. Сын Александр — травматолог-ортопед.

## Награды
За свои спортивные достижения и заслуги награждён:
- орденом Дружбы народов (1990);
- медалью «Во славу Осетии» (1995);
- медалью ордена «За заслуги перед Отечеством» II степени (2003);
- медалью «За спортивную доблесть» (2003);
- почётным знаком «За заслуги перед городом Екатеринбургом» (2005);
- знаком отличия «За заслуги перед Свердловской областью» (2009);
- званием «Почётный гражданин города Екатеринбурга» (2008);
- званием «Почётный гражданин Свердловской области» (2017)[17].

## Список главных восхождений
- 1986 — пик Коммунизма (Памир) — первое зимнее восхождение;
- 1989 — Канченджанга (Гималаи) — траверс всех четырёх вершин;
- 1991 — Чо-Ойю (Гималаи) — по новому маршруту;
- 1992 — Эверест (Гималаи) — сопровождая Фёдора Конюхова;
- 1994 — Мак-Кинли (Аляска);
- 1995 — Эверест и пик Бурунзе (Гималаи);
- 1996 — Шиша-Пангма и Чо-Ойю;
- 1997 — Эверест и Ама-Даблам;
- 1998 — Эверест и Лхоцзе-Шар;
- 2000 — Лхоцзе Главная;
- 2001 — Лхоцзе Средняя — первовосхождение;
- 2004 — Эверест — по Северной стене;
- 2005 — Дхаулагири;
- 2007 — К-2 — бескислородное восхождение по Западной стене[18].